# Giuseppe Delfino
Giuseppe Delfino (Torino, 22 novembre 1921 – Torino, 10 agosto 1999) è stato uno schermidore italiano, specializzato nella spada.
Ha partecipato a quattro edizioni dei Giochi olimpici, vincendo complessivamente 6 medaglie, di cui 4 d'oro.

## Biografia
Delfino si accostò alla scherma a fine anni trenta, presso la palestra FIAT di Torino, sua città natale. A causa della seconda guerra mondiale fu costretto ad interrompere l'attività agonistica per 5 anni per partire al fronte in prima linea nella Xª Flottiglia MAS. Nel 1950 entrò a far parte della nazionale italiana di scherma, in occasione dei campionati del mondo di Montecarlo..
Nonostante la pausa dovuta al conflitto bellico, Delfino riuscì a vincere 4 ori olimpici, 3 consecutivi nella spada a squadre maschile ( a Helsinki '52 con Roberto Battaglia, Franco Bertinetti, Dario Mangiarotti, Edoardo Mangiarotti e Carlo Pavesi; a Melbourne '56 con Giorgio Anglesio, Franco Bertinetti,  Edoardo Mangiarotti, Carlo Pavesi e Alberto Pellegrino; a Roma '60 con Edoardo Mangiarotti, Fiorenzo Marini, Carlo Pavesi, Alberto Pellegrino e Gian Luigi Saccaro) e uno nella spada individuale a Roma '60. Terminò la carriera a 42 anni vincendo l'argento a squadre alle olimpiadi di Tokyo '64 (con Giovan Battista Breda, Gianfranco Paolucci, Alberto Pellegrino e Gianluigi Saccaro), dove ebbe l'onore di ricoprire il ruolo di portabandiera azzurro nella cerimonia d'apertura.
A questi successi vanno aggiunti cinque titoli mondiali nella spada a squadre, e un argento e un bronzo mondiali individuali. Vinse infine anche quattro titoli individuali ai Campionati Italiani assoluti di spada oltre a numerosi tornei fra cui la Coppa Martini.
Conclusa la carriera di atleta, Delfino si avviò a quella dirigenziale nel mondo della scherma, dapprima come presidente del Club Scherma Torino e successivamente del Circolo Scherma Ivrea, di cui manterrà la presidenza sino alla morte. Oggi il sodalizio eporediese in suo onore porta il nome "Giuseppe Delfino" nella ragione sociale.
Delfino lavorava in fabbrica, prima alla FIAT e poi alla Michelin, e per partecipare ai vari tornei internazionali utilizzava i giorni di ferie concessi dall'azienda. Addirittura alle olimpiadi di Roma fu costretto a rinunciare ai festeggiamenti per l'oro, poiché l'azienda non gli concedette un ulteriore giorno di ferie.
Giuseppe Delfino muore il 10 agosto 1999 a causa di un attacco di cuore..

## Palmarès

### Risultati élite
In carriera ha ottenuto i seguenti risultati:
Giochi olimpici
Individuale
- Oro nella spada a Roma 1960
- Argento nella spada a Melbourne 1956

A squadre
- Oro nella spada a Helsinki 1952
- Oro nella spada a Melbourne 1956
- Oro nella spada a Roma 1960
- Argento nella spada a Tokyo 1964

Mondiali
Individuale
- Bronzo nella spada a Budapest 1959

A squadre
- Oro nella spada a Montecarlo 1950
- Oro nella spada a Bruxelles 1953
- Oro nella spada a Lussemburgo 1954
- Oro nella spada a Roma 1955
- Oro nella spada a Parigi 1957
- Oro nella spada a Filadelfia 1958

Campionati italiani
Individuale
- Oro nella spada nel 1959
- Oro nella spada nel 1960
- Oro nella spada nel 1962
- Oro nella spada nel 1963

A squadre

## Riconoscimenti
- Nel maggio 2015, una targa a lui dedicata fu inserita nella Walk of Fame dello sport italiano a Roma, riservata agli ex-atleti italiani che si sono distinti in campo internazionale.[4][5]